# Brandenburger Bischofschronik
Die Brandenburger Bischofschronik (lateinisch Chronica episcopatus Brandenburgensis) ist eine kurze Darstellung der Bischöfe von Brandenburg bis zum 13. Jahrhundert.

## Entstehung und Inhalt
Die Chronik wurde um 1240 zu Lebzeiten von Bischof Gernand angefertigt und endet mit dessen Tod 1241. Eine Ergänzung endete um 1261.
Die Texte nennen die Wirkungsdaten der einzelnen Bischöfe und erwähnen einige wenige wichtige Ereignisse aus deren Amtszeit. Die Texte unterscheiden sich in den verschiedenen Fassungen teilweise, gehen aber auf eine gleiche Ursprungsfassung zurück.

## Bewertung
Die Angaben der Goslarer Handschrift und bei Mader sind besonders bei den Jahreszahlen ungenau und widersprechen mitunter anderen Angaben aus jener Zeit oder schlüssigen chronologischen Abläufen. Die Weimarer Fassung scheint etwas genauer zu sein.

## Handschriften
- Handschrift Goslar, 14. Jahrhundert, Stadtarchiv Goslar, Bischöfe von 1139 bis 1241, Text  in Monumenta Germaniae Historica (MGH) XVI
- Handschrift Weimar, 15. Jahrhundert, Hauptstaatsarchiv Weimar, Bischöfe von 948 bis 1261, Text in Meckelnborg, S. 121ff., entdeckt nach Veröffentlichung der Goslaer Handschrift in den MGH
- In Johann Joachim Mader: Antiquitates Brunsvicenses. Helmstadi 1678. Digitalisat

## Ausgaben
- Georg Waitz u. a. (Hrsg.): Scriptores (in Folio) 25: Gesta saec. XIII.. Hannover 1880, S. 484–486 (Monumenta Germaniae Historica, Digitalisat) Mader- und Goslarer Fassung